# Балк, Василий Александрович
Балк Василий Александрович (1876—1941) — офицер Российского императорского флота, участник Русско-японской войны, младший штурманский офицер и плутонговый командир крейсера «Варяг», участник боя у Чемульпо, Георгиевский кавалер. Участник Первой мировой войны, капитан 2 ранга.

## Биография
Балк Василий Александрович родился 19 июня 1876 года в Кронштадте, в семье потомственного военного моряка генерал-майора Александра Орестовича Балка (1839—1895) и его супруги Анны Васильевны Балк (рожд. 1849, урожд. Илимова), дочери действительного статского советника, чиновника Министерства финансов Василия Петровича Илимова. Дед Василия — Орест Сергеевич Балк (1808—1888) также был моряком, окончил Морской кадетский корпус, участвовал в Турецкой войне 1828—1829 годов, дослужился до чина капитана 2 ранга. Детские годы Василия прошли в Севастополе, где его отец служил старшим помощником командира Севастопольского порта. Затем Василий учился в Санкт-Петербурге в Императорском Александровском лицее (55 класс), где слыл забиякой и получил прозвище «Биток». В 1899 году окончил лицей и до 1901 года состоял на государственной службе.
Весной 1901 года поступил юнкером флота с назначением на крейсер «Крейсер». В 1902 году был зачислен в 18 флотский экипаж для подготовки к экзаменам на чин мичмана. 23 сентября 1903 года, после сдачи экзаменов, произведен в мичманы и назначен на бронепалубный крейсер 1-го ранга 1-й Тихоокеанской эскадры «Варяг». На крейсер прибыл 28 октября 1903 года, назначен младшим штурманским офицером и плутонговым командиром.
В самом начале Русско-японской войны 1904—1905 годов крейсер «Варяг» и канонерская лодка «Кореец» находились в нейтральном корейском порту Чемульпо. 27 января (9 февраля) 1904 года они приняли неравный бой у Чемульпо с кораблями японской эскадры под командованием контр-адмирала Уриу. Бой длился 50 минут. За это время «Варяг» под командованием капитана 1-го ранга В. Ф. Рудневым выпустил по противнику 1105 снарядов, но и сам получил 5 подводных пробоин, З1 моряк был убит, около 200 человек было ранено. Весь экипаж крейсера проявил храбрость и самоотверженность во время боя. Из 30 артиллеристов, находившихся при орудиях «Варяге», уцелело трое. Мичман Балк, в ходе боя перебегал от орудия к орудию, заменял собою павших и раненных. Был легко ранен в ногу. Не имея возможности продолжать бой, корабль вернулся в Чемульпо, где после оценки серьёзности повреждений «Варяга», общим собранием офицеров было принято решение об уничтожении крейсера. Высочайшим приказом от 23 февраля 1904 года мичман В. А. Балк был награждён орденом Святого Георгия IV степени.
В марте 1904 года на пароходе «Малайя» мичман В. А. Балк вместе с другими моряками крейсера «Варяг» прибыли в Одессу, где им была устроена торжественная встреча. Василию Балку была вручена телеграмма из его родного лицея: «Попечитель, Совет, чины и воспитанники Лицея шлют Вам, дорогой питомец Лицея и товарищ, при возвращении вашем на Родину, горячий привет. Знаменитый подвиг Ваш ярко сияет на страницах истории Лицея…». Позже, в Петербурге в Александровском Лицее, в честь Василия Балка был устроен товарищеский обед. От имени выпускников 54-го и 55-го курсов ему был преподнесен почетный палаш.
С июля 1904 года был приписан к 19 флотскому экипажу. В 1905 году был произведён в лейтенанты за отличие. Вернулся на Дальний Восток, служил вахтенным начальником миноносца № 213. В январе 1906 года участвовал в подавлении вооруженного восстания во Владивостоке. Тяжело ранен в голову. После выздоровления продолжил службу на канонерской лодке «Храбрый», а затем служил в Сибирской флотилии флагманским офицером. В 1911 году произведён в старшие лейтенанты за отличие. В марте 1914 года был назначен начальником оперативной части штаба Командующего Сибирской флотилии. 6 апреля того же года за отличие произведён в капитаны 2 ранга. В 1916 году перевелся на Балтику и служил флагманским офицером штаба начальника бригады крейсеров Балтийского моря.
После Октябрьской революции Василий Александрович остался в России. В конце 1930-х годов он вместе с сыном Орестом жил в Ленинграде на Володарском проспекте (прежнее (1918—1944) название Литейного проспекта). Умер в первую блокадную зиму 1941 года. Место захоронения неизвестно.

## Награды
Капитан 2 ранга Балк Василий Александрович был награждён орденами и медалями Российской империи:
- орден Святого Георгия 4 степени (23.02.1904);
- орден Святого Станислава 2 степени (1913);
- орден Святой Анны 2 степени (06.12.1915);
- Серебряная медаль «За бой „Варяга“ и „Корейца“» (1904);
- Серебряная медаль «В память русско-японской войны» (1906);
- Светло-бронзовая медаль «В память 300-летия царствования дома Романовых» (1913);
- Светло-бронзовая медаль «В память 200-летия морского сражения при Гангуте» (1915).

Иностранные:
- орден Священного Сокровища 3 класса (1916, Япония).

## Память
В музее Александровского лицея до Октябрьской революции хранился морской кортик героя «Варяга».
Василий Балк являлся одним из героев исторического романа «Варяг» (1946) прозаика Алексея Сергеева (1886—1954) и документальной книги литературоведа Светланы Руденской (1936—2006) «Царскосельский — Александровский лицей» (СПб, 1999).
В художественном фильме «Крейсер „Варяг“» (1946) мичман Балк показан в нескольких ключевых эпизодах, в частности: в сцене передачи японского ультиматума русским морским офицерам во главе с капитаном 1-го ранга Всеволодом Федоровичем Рудневым. В титрах фильма фамилия актера, исполнившего роль мичмана Балка, не указана. Среди мичманов в фильме сохранена лишь одна подлинная фамилия — Балк, фамилии остальных мичманов — Муромский (актер Михаил Садовский), Мусатов (актер Надир Малишевский), Дорофеев (актер Всеволод Ларионов) являются вымышленными.